# Adept (skała)
Adept – skała w miejscowości Podzamcze w województwie śląskim, w powiecie zawierciańskim, w gminie Ogrodzieniec. Znajduje się przy zewnętrznych murach Zamku Ogrodzieniec, po jego północno-wschodniej stronie. 
Adept znajduje się na terenie otwartym. Jego zachodnia ściana opada na sporą polankę. Zbudowany jest z wapieni, ma wysokość 15–18 m i ściany połogie, pionowe lub przewieszone z zacięciem. Wspinacze skalni poprowadzili na nich 19 dróg wspinaczkowych o trudności IV do VI.4 w skali Kurtyki. Mają wystawę zachodnią i południową. Większość dróg posiada asekurację: ringi (r), stanowiska zjazdowe (stz) lub ringi zjazdowe (rz).

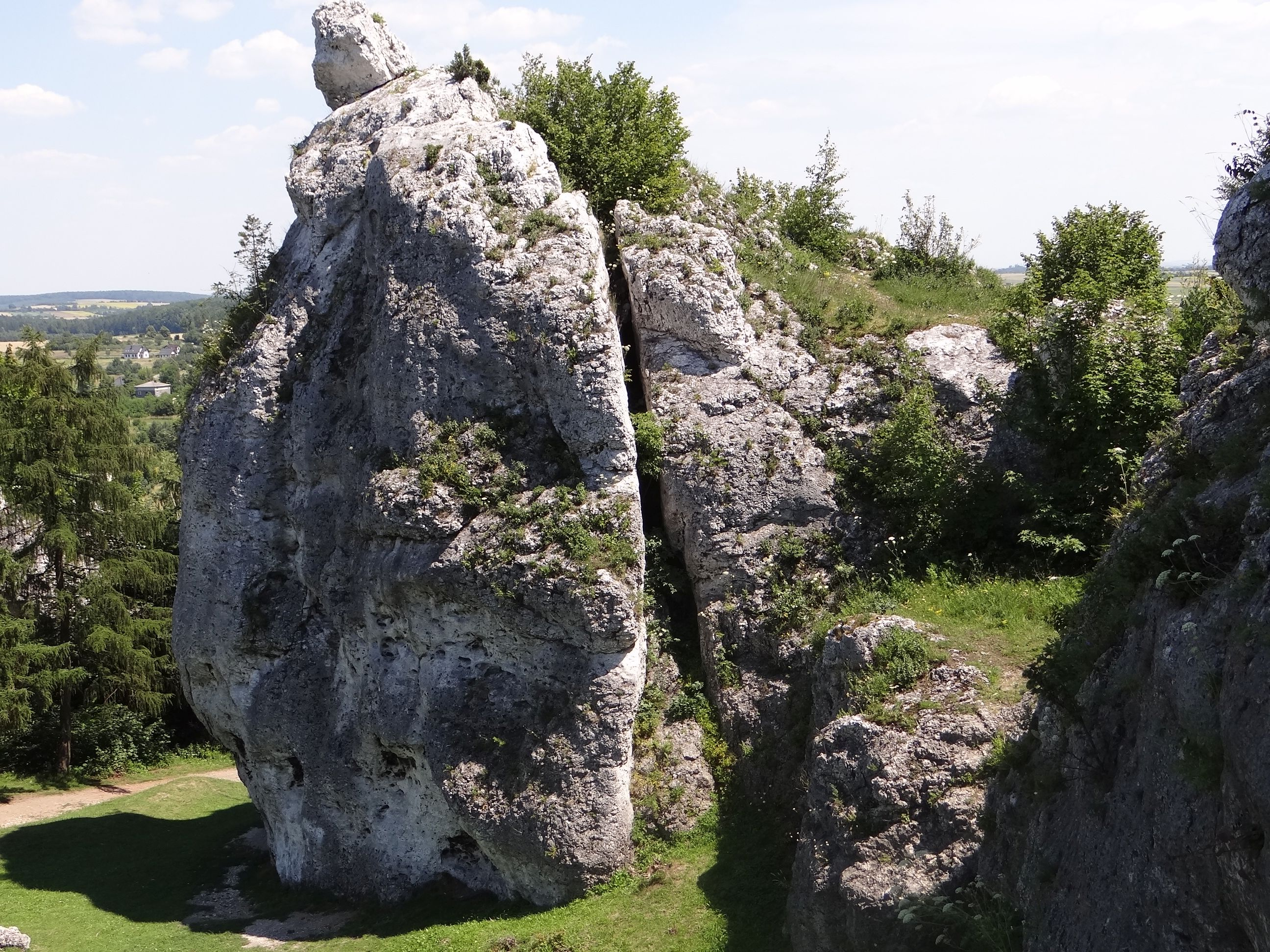
Od północy
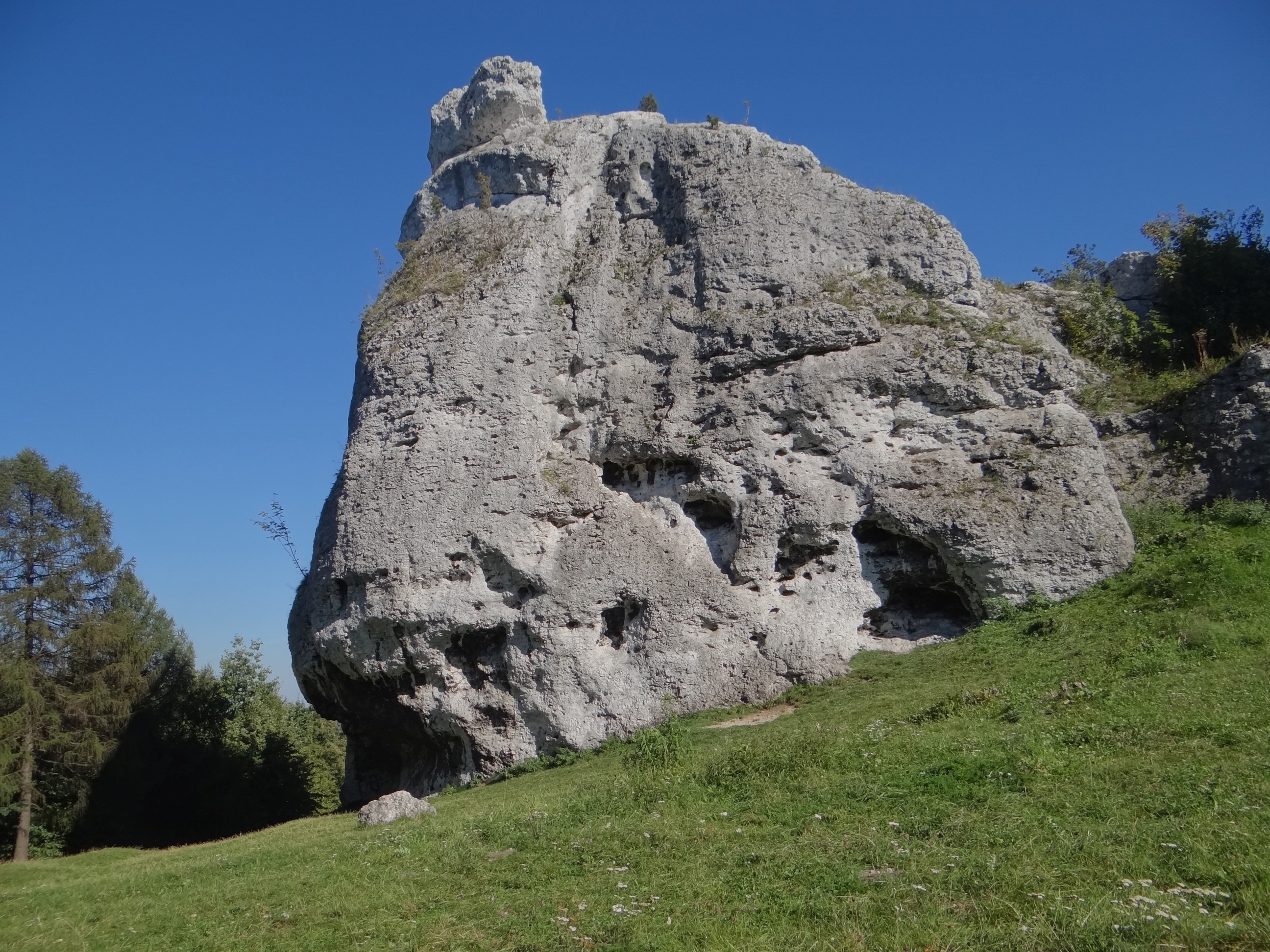
Od zachodu
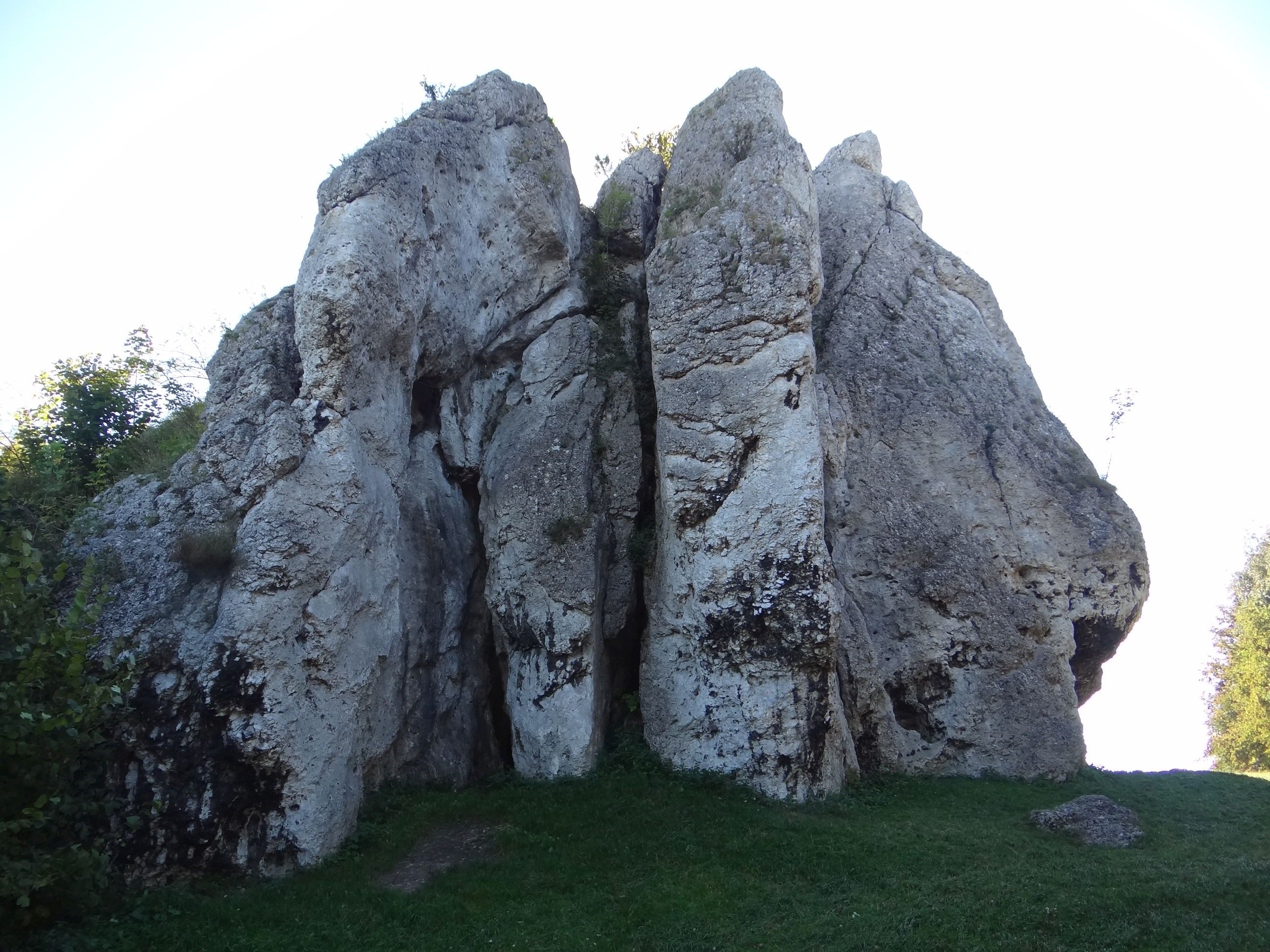
Od północnego wschodu

## Drogi wspinaczkowe
1. Ślady zębów na kaszance; VI.3+, 5r + stz
2. Kaszana Tasmana; VI.4, 5r + rz  15 m
3. Droga Płonki; VI.2 15 m
4. Projekt; 3r +rz, 15 m
5. Zacięcie; V, stz
6. Położna; IV, stz
7. Rynna; IV, stz
8. Dla Orłów; V, stz
9. Wyjście z Pakernii; VI.1+, 5r + stz,12 m
10. 998; VI.2, 5r + stz
11. 997; VI.2+/3, 3r + stz
12. Mogiła ciemna; VI.3+, 4r + stz
13. Rysa Kurtyki; VI.3, 3r + stz
14. Żywcem się okocim; VI.2, 4r + stz
15. Filarek Kurtyki; VI.1, 5r + stz
16. Piątka; V, 6r + stz
17. Zlew.com.pl; IV, 6r + stz
18. Wrr grr buu; V, 6r + stz
19. Sanktuarium pękniętego jeża; VI+, 5r + stz[3].